# Trigonobalanus excelsa
El roble morado o roble negro (Trigonobalanus excelsa) es una especie de árbol de la familia de las fagáceas, endémica de Colombia.

## Ecología
Forma consociaciones en áreas de bosque húmedo con fuertes pendientes, por lo general en terrenos adyacentes a bosques de roble propiamente dicho (Quercus humboldtii), entre los 1.500 y 2.200 m de altitud.

## Características
Alcanza 35 m de altura. La corteza gruesa y quebradiza, fisurada por encima. Presenta raíces aéreas de 1,5 m.

## Usos
La madera se usa para fabricar, vigas, pilotes y cuartones. La tala comercial ilegal y la deforestación amenazan la especie.

## Taxonomía
El género fue descrito por Loz.-Contr., Hern.Cam. & Henao-S. y publicado en Caldasia 12(60): 519. 1979.